# Berlinale 1991
La Berlinale 1991, 41e édition du festival international du film de Berlin (41. Internationalen Filmfestspiele Berlin), s'est tenue du 15 au 26 février 1991.

## Jury
- Volker Schlöndorff (Allemagne), président du jury
- Chantal Akerman (Belgique)
- Laurie Anderson (États-Unis)
- José Luis Borau (Espagne)
- Judith Godrèche (France)
- Youri Klepikov (URSS)
- Renate Krößner (Allemagne)
- Gillo Pontecorvo (Italie)
- Simon Relph (Royaume-Uni)
- Catharina Stackelberg (Suède)
- Mircea Veroiu (Roumanie)

## Sélections

### Compétition
La sélection officielle en compétition se compose de 25 films.
| Titre                                                            | Réalisation        | Pays             | Distribution                                        |
| ---------------------------------------------------------------- | ------------------ | ---------------- | --------------------------------------------------- |
| Amants (Amantes)                                                 | Vicente Aranda     | Espagne          | Jorge Sanz, Victoria Abril, Maribel Verdú           |
| Amelia Lópes O'Neill                                             | Valeria Sarmiento  | Chili            | Laura del Sol, Franco Nero                          |
| The Ballad of the Sad Café                                       | Simon Callow       | Royaume-Uni      | Vanessa Redgrave, Keith Carradine, Cork Hubbert     |
| Der Berg                                                         | Markus Imhoof      | Suisse           | Susanne Lothar                                      |
| Cabeza de Vaca                                                   | Nicolás Echevarría | Mexique          | Juan Diego, Daniel Giménez Cacho                    |
| Autour du désir (La condanna)                                    | Marco Bellocchio   | Italie           |                                                     |
| L'Eunuque impérial (Da taijian Li Lianying)                      | Tian Zhuangzhuang  | Chine            |                                                     |
| Danse avec les loups (Dances with Wolves)                        | Kevin Costner      | États-Unis       | Kevin Costner, Mary McDonnell, Graham Greene        |
| Le Crochet du serpent (Dandan-e Maar)                            | Massoud Kimiai     | Iran             |                                                     |
| Erfolg                                                           | Franz Seitz Jr.    | Allemagne        |                                                     |
| Fortune Express                                                  | Olivier Schatzky   | France           | Thierry Frémont                                     |
| Wallenberg (God afton, Herr Wallenberg)                          | Kjell Grede        | Suède            |                                                     |
| La Maison du sourire (La casa del sorriso)                       | Marco Ferreri      | Italie           | Ingrid Thulin                                       |
| Jours tranquilles d'août (Isiches méres tou Augoustou)           | Pantelís Voúlgaris | Grèce            |                                                     |
| Quand les étoiles étaient rouges (Ked hviezdy boli cervené)      | Dušan Trančík      | Tchécoslovaquie  |                                                     |
| L'Étrangère (The Miracle)                                        | Neil Jordan        | Royaume-Uni      | Beverly D'Angelo, Donal McCann                      |
| Mister Johnson                                                   | Bruce Beresford    | États-Unis       | Maynard Eziashi, Pierce Brosnan                     |
| Le Petit Criminel                                                | Jacques Doillon    | France           | Gérald Thomassin, Richard Anconina, Clotilde Courau |
| La Maison Russie (The Russia House)                              | Fred Schepisi      | États-Unis       | Sean Connery, Michelle Pfeiffer                     |
| Satan (Satana)                                                   | Victor Aristov     | Union soviétique |                                                     |
| Le Silence des agneaux (The Silence of the Lambs)                | Jonathan Demme     | États-Unis       | Jodie Foster, Anthony Hopkins                       |
| Le Joueur de tango (Der Tangospieler)                            | Roland Gräf        | Allemagne        | Michael Gwisdek                                     |
| Ultrà                                                            | Ricky Tognazzi     | Italie           | Claudio Amendola                                    |
| Uranus                                                           | Claude Berri       | France           | Gérard Depardieu, Jean-Pierre Marielle              |
| Le Voyage du capitaine Fracasse (Il viaggio di Capitan Fracassa) | Ettore Scola       | Italie           | Vincent Perez, Emmanuelle Béart                     |

### Hors compétition
3 films sont présentés hors compétition.
- Green Card de Peter Weir
- The Fool de Christine Edzard
- Le Parrain, 3e partie (The Godfather: Part III) de Francis Ford Coppola

## Palmarès
Le palmarès du festival se répartit comme suit.
- Ours d'or : La Maison du sourire de Marco Ferreri
- Ours d'argent (Grand prix du jury) : ex æquo Satan de Victor Aristov et Autour du désir de Marco Bellocchio
- Ours d'argent du meilleur acteur : Maynard Eziashi pour Mister Johnson de Bruce Beresford
- Ours d'argent de la meilleure actrice : Victoria Abril pour Amants
- Ours d'argent du meilleur réalisateur : ex æquo Ricky Tognazzi pour Ultrà et Jonathan Demme pour Le Silence des agneaux
- Ours d'argent pour une réalisation exceptionnelle : Danse avec les loups de Kevin Costner